# Fiestas de Santa Eulalia
Las fiestas de Santa Eulalia son unas fiestas patronales en honor a Eulalia de Barcelona, celebradas en esta ciudad en torno al 12 de febrero. De menor formato que las Fiestas de la Merced —la otra patrona barcelonesa— las de Santa Eulalia se consideran las fiestas de invierno de Barcelona, aunque en esencia se desarrollan en el distrito de Ciutat Vella. 
El programa festivo, orientado primordialmente al público infantil y familiar, incluye desfiles de gigantes, pasacalles, correfocs, sardanas y castellers, entre otras manifestaciones de cultura popular tradicional.

## Historia
Santa Eulalia es la patrona más antigua de Barcelona, y hay constancia de algunas celebraciones en su honor, como representaciones populares y bailes, que se remontan al siglo XVIII. No obstante, la festividad tal y como se celebra actualmente, es reciente. Hasta el último tercio del siglo XX los festejos de Santa Eulalia habían sido inconstantes y quedaban circunscritos principalmente a actos litúrgicos de la Iglesia católica y a celebraciones institucionales del ayuntamiento.
El embrión de la fiesta actual nació en 1983, por iniciativa de las dos collas (agrupaciones) giganteras existentes en ese momento en Ciutat Vella, la del Pi y la de la plaza Nova, que ese año celebraron el día de Santa Eulalia con un desfile de gigantes y cabezudos. A partir de 1985 el Ayuntamiento de Barcelona, por iniciativa de la regidora de cultura Maria Aurèlia Capmany, se implicó en la organización. La consolidación definitiva como fiesta mayor de invierno de la ciudad se produjo en 1997, cuando el consistorio dio más entidad a la celebración, organizando cinco días de festejos.
En una primera época, los actos de la fiesta estuvieron centrados en la cultura popular y tradicional. Posteriormente, y sin perder este carácter folclórico, se ha reorientado como una fiesta hacía el público infantil y familiar.
Desde 2012, en el marco de las fiestas de Santa Eulalia, se celebra también Llum BCN, un festival nocturno centrado en la iluminación singular de edificios y espacios de la ciudad, además de espectáculos de mapping arquitectónico.